# 北京市月坛中学
北京市月坛中学是中華人民共和國北京市西城區一所公立完全中學。学校以日语教学为特色，是中国大陆唯一一所全校都以日语为第一外语的公立完全中学。
1963年，北京市月坛中学成立。1972年，中華人民共和國與日本建交。中華人民共和國總理周恩来要求北京市的三所中学月坛中学、北海中学、第三十六中学设立日语教学。1993年，月坛中学将日语作为第一外语。月坛中学经常与日本进行外事交流，进行赴日交换生以及留学。

## 外部連結
- 官方网站